# Xerovuni
El Xerovuni (en grec: Ξεροβούνι, també Ξηροβούνι - Xirovuni) és una muntanya de la part meridional de la regió de l'Epir, a Grècia. Cobreix el nord-est de Préveza, el sud de Ioànnina i les unitats regionals del nord-oest d'Arta. La seva altitud màxima és de 1.614 m. Està drenat pels rius Àrakhthos cap a l'est i el Luros cap a l'oest. Les muntanyes més properes són les de Tómaros al nord-oest i la d'Athamanikà al nord-est.